# Uperoleia borealis
Uperoleia borealis é uma espécie de anfíbio da família Myobatrachidae.
É endémica da Austrália.
Os seus habitats naturais são: matagal árido tropical ou subtropical, campos de gramíneas de baixa altitude subtropicais ou tropicais sazonalmente húmidos ou inundados, rios intermitentes e marismas intermitentes de água doce.